# Отдых на берегу Тибра
«Отдых на берегу Тибра» — картина французского художника Ипполита (Поля) Делароша из собрания Государственного Эрмитажа.
На речном берегу изображена семья, остановившаяся на отдых. На земле лежит женщина в белой блузке и тёмно-синей юбке, головой она опирается на ствол дерева; в руках держит распелёнутого младенца. Сразу за ними сидит бородатый мужчина в красном плаще, за его спиной обломок античной колонны. На противоположном берегу видны две стаффажные фигуры и городские строения, среди которых слева опознаётся замок Святого Ангела в Риме. Слева внизу подпись художника: Paul DelaRoche. 
Специалистами Эрмитажа сюжет трактуется как традиционная сцена, изображённая в духе популярного в живописи сюжета «Отдых на пути в Египет» из Евангелия от Матфея (2: 12—15) и апокрифического Евангелия Псевдо-Матфея (гл. XX), когда Мария и Иосиф с новорождённым Иисусом бежали от преследования царя Ирода в Египет.
Точная дата написания картины неизвестна; считается, что она создана между 1834 годом (первая поездка Делароша в Италию) и 1843 годом (его вторая поездка в Италию). В конце 1850-х годов картину приобрёл граф Н. А. Кушелев-Безбородко. После его смерти по завещанию она была передана в Музей Академии художеств и вошла там в состав особой Кушелевской галереи, где числилась под названием «Семейная сцена на улице, в Риме» и содержала отметку, что это эскиз. Однако работа, в которой мог бы использоваться этот эскиз, в творчестве Делароша не выявлена. В 1922 году Музей Академии художеств был ликвидирован, а большинство картин из него, включая «Отдых на берегу Тибра», было передано в Государственный Эрмитаж.
На сайте Эрмитажа содержится следующая оценка картины Делароша:

Строгая пирамидальная композиция придает фигурам равновесие и устойчивость — черты, характерные как для классического, так и для академического искусства. …В эрмитажном произведении Делароша трактовка радостей семейной жизни лишена сентиментальности, присущей многим салонным картинам того времени на аналогичную тему. В картине проявились лучшие грани таланта Делароша.